# Pumapard
 (avril 2023).
Si vous disposez d'ouvrages ou d'articles de référence ou si vous connaissez des sites web de qualité traitant du thème abordé ici, merci de compléter l'article en donnant les références utiles à sa vérifiabilité et en les liant à la section « Notes et références ».

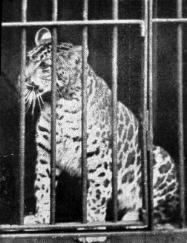
Le pumapard photographié vivant en 1904.

Un pumapard est un félin hybride, croisement entre un puma (Puma concolor) mâle et un léopard (Panthera pardus) femelle.  

## Origine
À la fin des années 1890 et au début des années 1900, deux hybrides sont nés à Chicago, Wonder et Land, suivis par trois paires de jumeaux nés dans un zoo de Hambourg, en Allemagne, d'un père puma et d'une mère léopard. Carl Hagenbeck a apparemment élevé plusieurs portées d'hybrides puma-léopard en 1898 à la suggestion d'un propriétaire de ménagerie en Grande-Bretagne. Hagenbeck avait acheté une femelle puma-léopard de neuf mois à la ménagerie d'Anderton & Haslam en janvier 1898 pour 26 guinées, avec ses parents, une femelle puma et son compagnon léopard mâle, il est donc probable qu'il ait répété l'accouplement. Sur les six pumapards de Hambourg, un seul parvint à l'âge adulte, qui fut empaillé après sa mort. Sa dépouille est exposée au Natural History Museum at Tring, en Angleterre.

## Description
Un journaliste de The Field dit au sujet d'un des petits : « Il a un museau de puma ; et les taches, au lieu de rayonner autour d'un ocelle jaune, comme chez le léopard, sont des taches sombres et solides. ». 
Son pelage est crème foncé à marron clair et est tacheté d'ocelles identiques à celles du léopard mais plus claires. Le pumapard est deux fois plus petit que ses parents.  

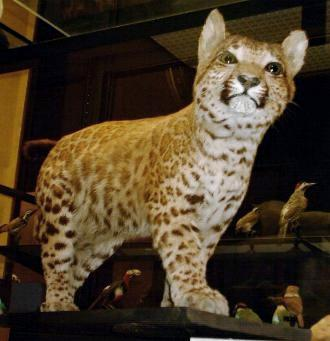
Le pumapard (naturalisé) de face.
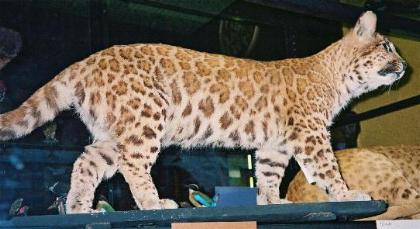
Le même pumapard, vu de profil.

## Sources
- Manimalworld
- Jspecies